# 양평고등학교
양평고등학교(楊平高等學校)는 대한민국 경기도 양평군 양평읍 양근리에 위치한 공립 고등학교이다.

## 학교 연혁
- 1953년 5월 19일 : 양평농업고등학교 병설 개교(3학급)
- 1954년 8월 30일 : 제1대 김창복 교장 취임
- 1970년 12월 23일 : 양평종합고등학교로 교명 변경
- 1979년 12월 4일 : 체육관 299평 신축
- 1981년 3월 1일 : 중학교와 고등학교 분리
- 1993년 12월 31일 : 농기계실 신축, 본관 1교실 증축
- 2000년 3월 1일 : 남녀 공학 실시
- 2003년 3월 1일 : 양평고등학교로 교명변경
- 2004년 11월 3일 : YP-E센터 준공
- 2005년 2월 25일 : 기숙사 준공
- 2013년 3월 1일 : 제21대 한동열 교장 취임
- 2013년 5월 15일 : 운동장 잔디 조성
- 2013년 6월 12일 : 골프연습장 설치
- 2014년 3월 1일 : 학급증설(일반계 5학급, 바이오식품과 1학급, 식품과학과 1학급)
- 2020년 1월 3일 : 제65회 199명 졸업(총 11,140명)

## 설치 학과
- 바이오식품과
- 식품과학과

## 참고 자료
- 양평고등학교 - 한국교육학술정보원 학교알리미